# Saint-Désir
Saint-Désir (auch: Saint-Désir-de-Lisieux) ist eine französische Gemeinde mit 1.772 Einwohnern (Stand: 1. Januar 2022) im Département Calvados in der Region Normandie. Sie gehört zum Arrondissement Lisieux und zum Kanton Mézidon Vallée d’Auge.

## Geografie
Saint-Désir liegt am Fluss Touques. Umgeben wird Saint-Désir von den Nachbargemeinden Manerbe im Nordwesten und Norden, Ouilly-le-Vicomte im Norden und Nordosten, Lisieux im Osten, Saint-Martin-de-la-Lieue im Südosten und Süden, Saint-Pierre-des-Ifs im Südwesten sowie Le Pré-d’Auge im Westen.
Durch die Gemeinde führt die frühere Route nationale 811.

## Geschichte
Reste einer gallischen Siedlung aus dem 3. Jahrhundert vor Christus konnte hier nachgewiesen werden.

## Bevölkerungsentwicklung
| Jahr                       | 1962 | 1968 | 1975 | 1982 | 1990 | 1999 | 2006 | 2012 | 2019 |
| Einwohner                  | 1048 | 1254 | 1448 | 1449 | 1598 | 1701 | 1711 | 1640 | 1751 |
| Quellen: Cassini und INSEE |      |      |      |      |      |      |      |      |      |

## Sehenswürdigkeiten

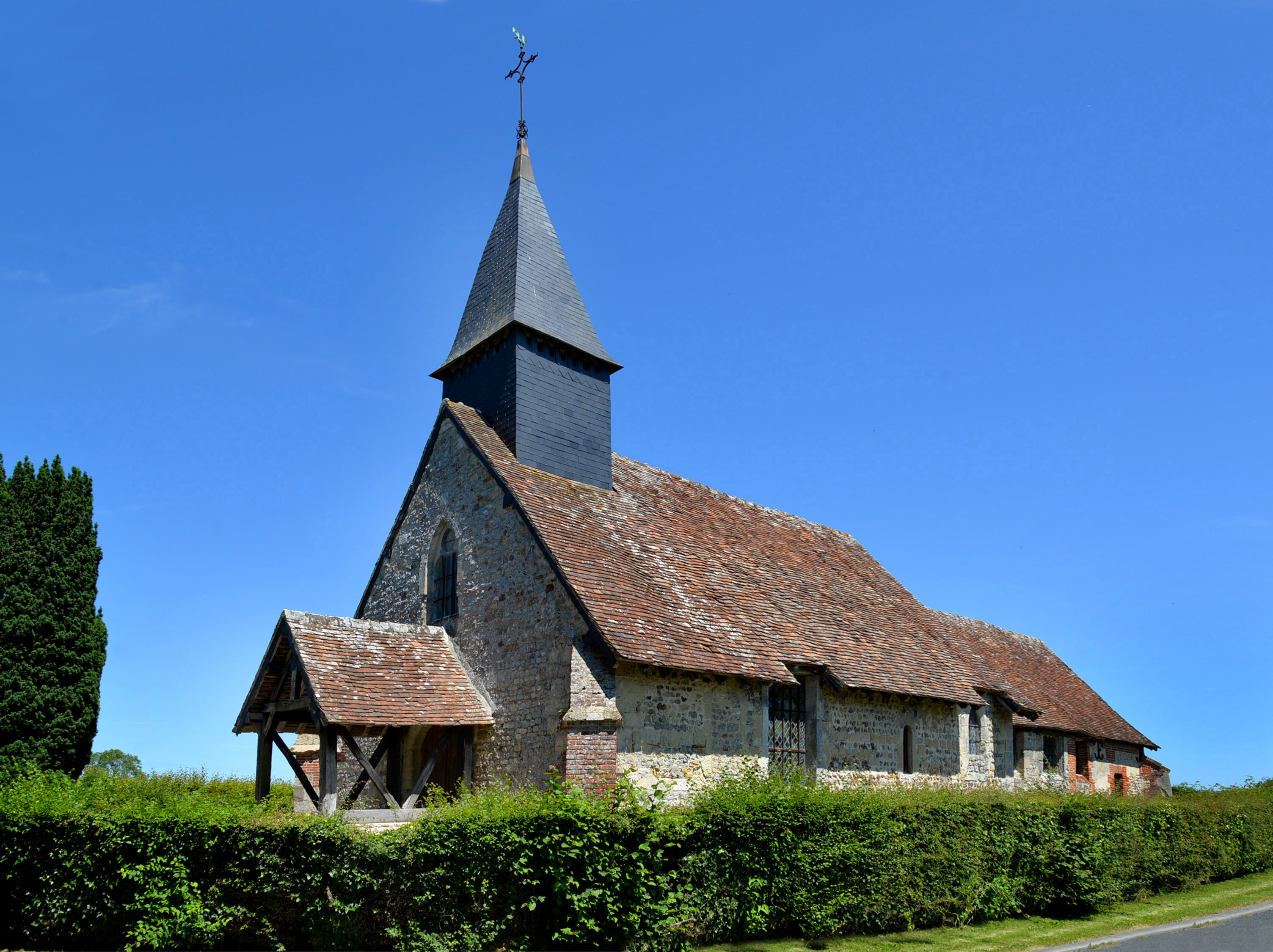
Kirche Saint-Laurent
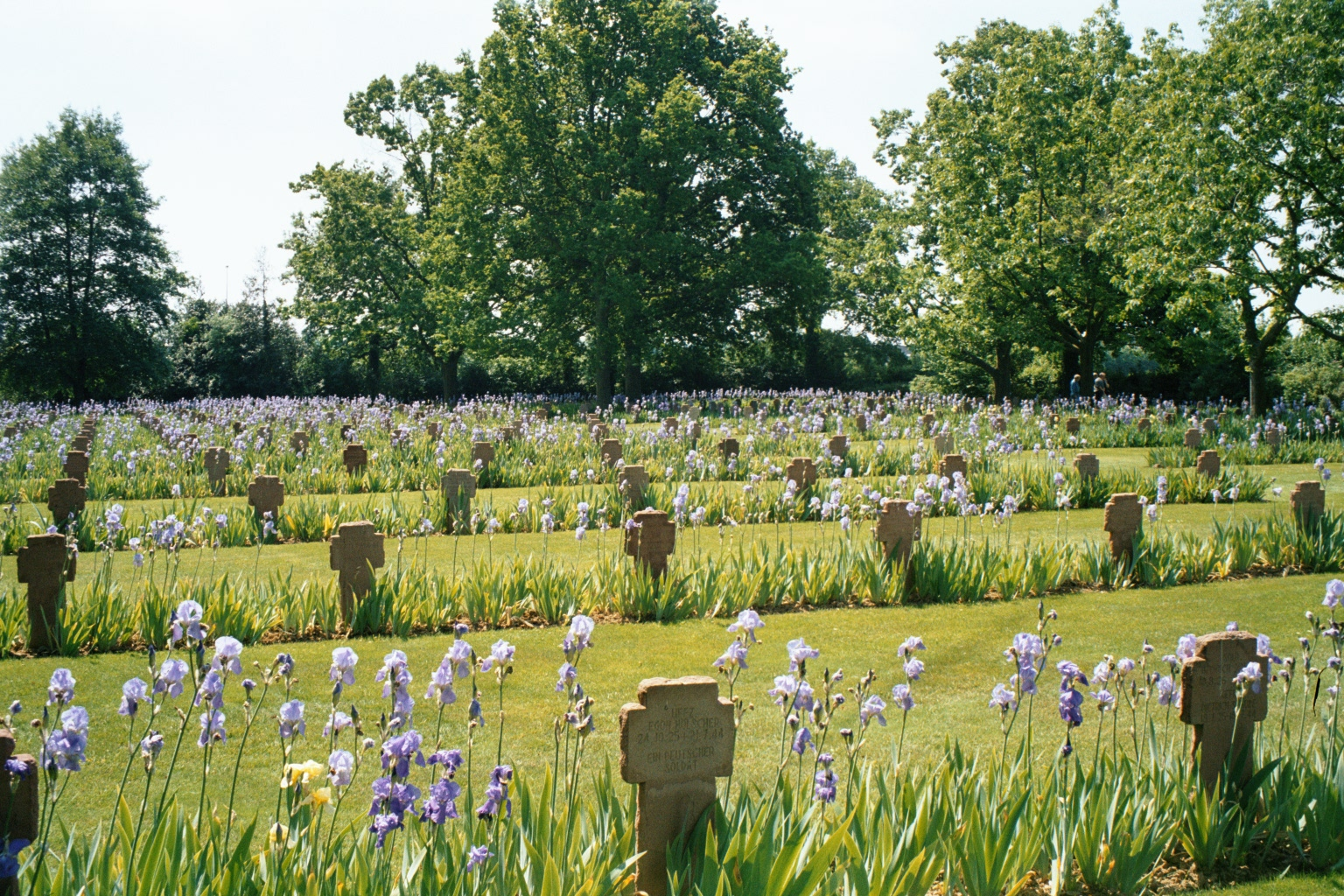
deutscher Soldatenfriedhof
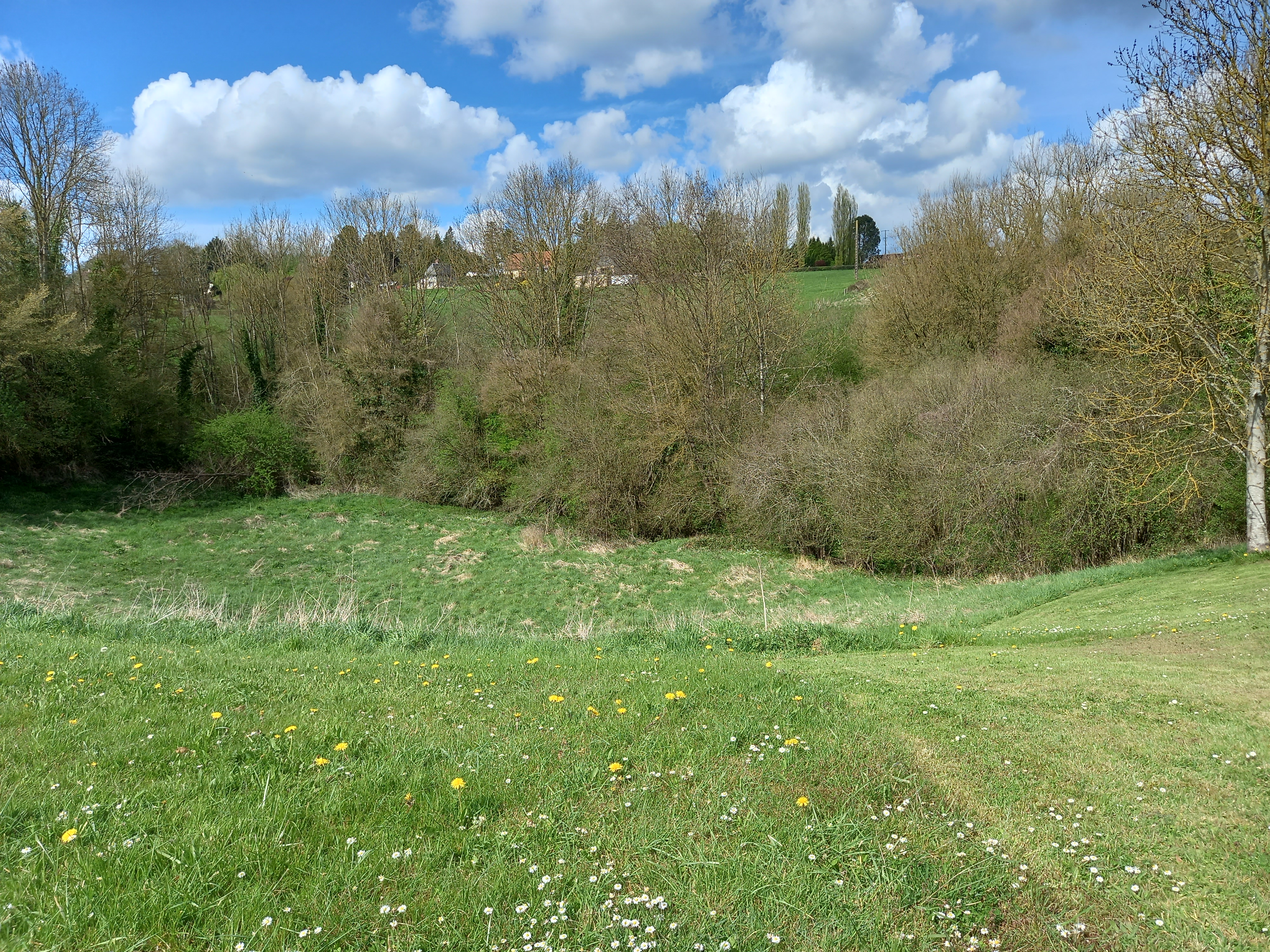
Standort des ehemaligen römischen Amphitheaters

- Kirche Saint-Laurent
- Deutscher Soldatenfriedhof
- Standort des ehemaligen römischen Amphitheaters

## Gemeindepartnerschaft
Mit der deutschen Gemeinde Mittelbrunn in Rheinland-Pfalz besteht seit 1980 eine Gemeindepartnerschaft.